# Оромия (зона)
Оромия — зона в регионе Амхара, Эфиопия.

## География
Площадь зоны составляет 3470,04 км².

## Население
По данным Центрального статистического агентства Эфиопии на 2007 год население зоны составляет 457 278 человек, из них 227 328 мужчин и 229 950 женщин. Прирост населения по сравнению с данными переписи 1994 года был отрицательным и составил минус 1,23 %. Плотность населения — 131,78 чел/км². Основные этнические группы — оромо (86,07 %) и амхара (12,54 %); оставшиеся 1,39 % представлены другими народностями. Язык оромо считают родным 82,13 % жителей зоны, амхарский — 16,99 %. 97,07 % населения исповедуют ислам и 2,40 % — являются приверженцами эфиопской православной церкви.
По данным прошлой переписи 1994 года население зоны насчитывало 462 951 человек, из них 232 461 мужчина и 230 490 женщин. 65,34 % населения составляли оромо, 31,79 % — амхара и 2,29 % — аргобба; оставшиеся 0,58 % были представлены другими этническими группами. 65,08 % жителей зоны считали родным языком оромо и 34,29 % — амхарский; остальные 0,63 % населения назвали другие языки в качестве родного. 98,01 % населения являлись мусульманами и 1,92 % — были приверженцами эфиопской православной церкви.

## Административное деление
В административном отношении подразделяется на 3 района (ворэды).